# Larvik Line
Larvik Line war eine Reederei, die Schiffsrouten zwischen Frederikshavn und Larvik, sowie zwischen Frederikshavn und Fredrikstad betrieb.

## Geschichte

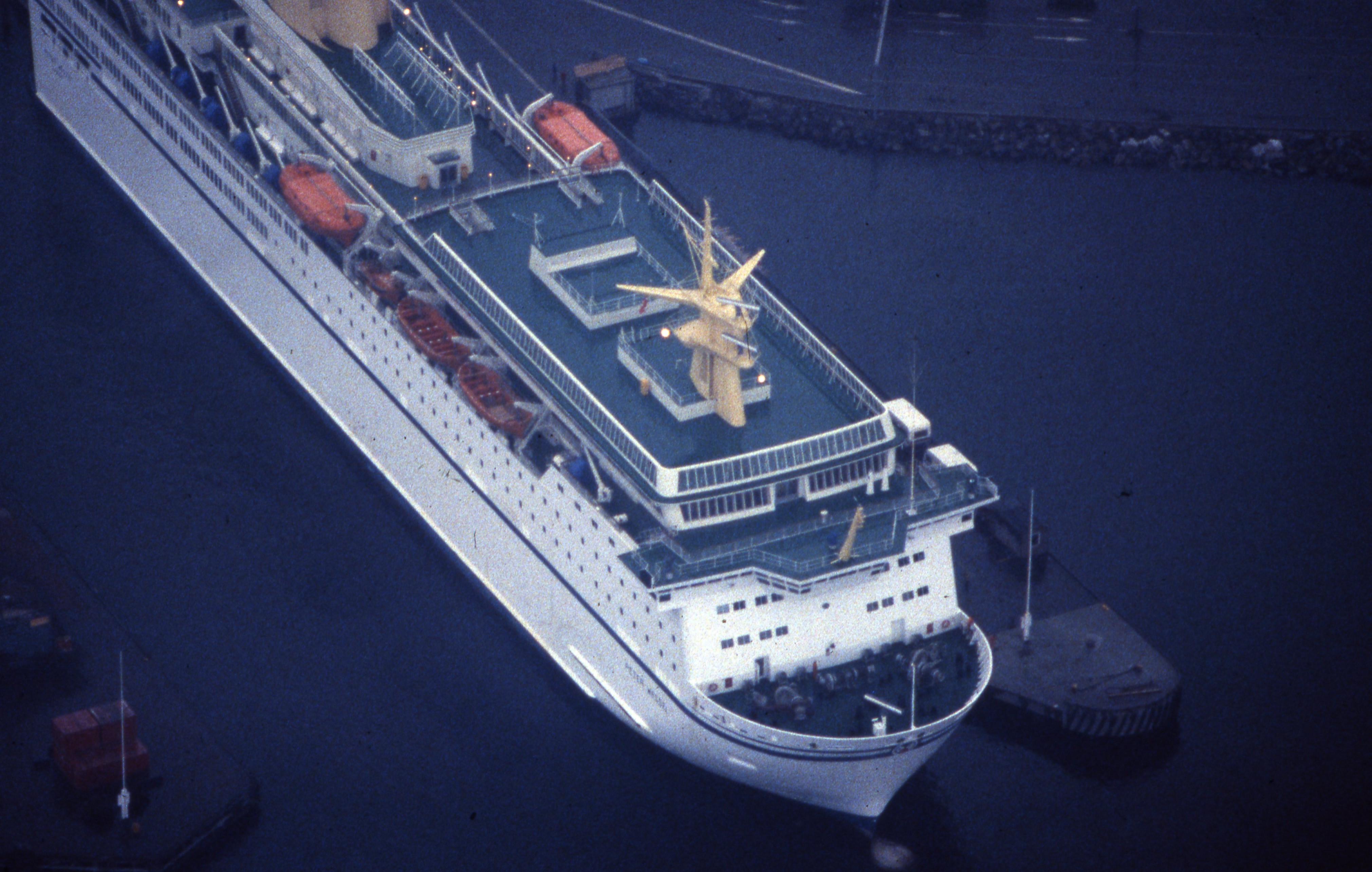
Die Peter Wessel (IV) um 1984

Gegründet wurde die Reederei 1936 als „Larvik-Frederikshavnferjen A/S“ und nahm am 4. Juli 1937 mit der Peter Wessel den Betrieb auf der Route Larvik – Frederikshavn auf. Bereits 1936 wurde die Route einmal mit der Isefjord bedient. Sie bediente die Routen Frederikstad – Larvik – Frederikshavn, Frederikstad – Frederikshavn und Larvik – Frederikshavn bis 1968. Bereits 1961 wurde die Cord Adeler in Betrieb genommen, die die Route Larvik – Frederikshavn bis 1970 bediente. 1968 wurde eine neue Peter Wessel in Betrieb genommen, die die Route Larvik – Frederikshavn bis 1971 bediente. 1973 lieferte die Werft Ateliers & Chantiers du Havre eine weitere Peter Wessel ab; „Larvik-Frederikshavnferjen“ betrieb die Fähre bis 1984. 1984 wurde die Fähre Peter Wessel (IV) gekauft. Im Jahr 1988 erfolgte die Umbenennung in „Larvik Line“. 1992 charterte die Larvik Line die Fähre Nord Estonia von Nordström & Thulin und benannte sie in Thor Heyerdahl um. Im Sommer 1996 charterte die Larvik Line zudem die Schnellfähre Albayzin und betrieb sie auf der Route Larvik – Skagen. 1997 übernahm die Color Line mit der Peter Wessel das letzte Schiff und somit auch den Reedereibetrieb der Larvik Line.

## Flotte
| Name              | Baujahr | Vermessung | Reederei- dienst             | Bauwerft                                                                  | Status/Verbleib                                       |
| ----------------- | ------- | ---------- | ---------------------------- | ------------------------------------------------------------------------- | ----------------------------------------------------- |
| Isefjord          | 1935    | 625 BRT    | 1936                         | Aalborg Maskin & Skibsbyggeri, Aalborg                                    | 2008 in Aliaga abgewrackt                             |
| Peter Wessel      | 1937    | 1.415 BRT  | 1937–1968                    | Aalborg Værft, Aalborg                                                    | 1981 in La Spezia abgewrackt                          |
| Marsk Stig        | 1940    | 1.217 BRT  | 1947                         | Aalborg Værft, Aalborg                                                    | 1979 in Lovisa abgewrackt                             |
| Cord Adeler       | 1924    | 1.527 BRT  | 1950–1954                    | Friedrich Krupp Germaniawerft, Kiel                                       | seit 1982 Hotelschiff „Mälardrottningen“ in Stockholm |
| Cort Adeler       | 1961    | 2.913 BRT  | 1961–1970                    | Trondheims Mekaniske Verksted, Trondheim                                  | Am 6. Juni 1993 in der kalifornischen Bucht gesunken  |
| Skagen            | 1958    | 1.870 BRT  | 1965                         | Pusnes Mekaniske Verksted, Kristiansands Mekaniske Verksted, Kristiansand | [ 5 ]                                                 |
| Peter Wessel      | 1968    | 3.100 BRT  | 1968–1971                    | Aalborg Værft, Aalborg                                                    | 2001 in Aliaga abgewrackt                             |
| Viking III        | 1965    | 5.678 BRT  | 1970, 1971, 1972, 1977, 1981 | Orenstein-Koppel und Lübecker Mach A/G, Lübeck                            | Charter                                               |
| København         | 1966    | 3.611 BRT  | 1971–1973                    | Orenstein-Koppel und Lübecker Mach A/G, Lübeck                            | Charter                                               |
| Scandic           | 1968    | 1.068 BRT  | 1971                         | Ab Kalmar Varv, Kalmar                                                    | Charter, 2001 in Aliaga abgewrackt                    |
| Neckartal         | 1970    | 1.000 BRT  | 1972                         | Kröger Werft, Rendsburg                                                   | Charter, 2012 in Aliaga abgewrackt                    |
| Sailormark        | 1972    | 515 BRT    | 1972–1974                    | Ankerløkken Verft Glommen, Frederikstad                                   | Charter, 2012 in Aliaga abgewrackt                    |
| Admiral Carrier I | 1972    | 499 BRT    | -                            | Hatlo Verkstad, Ulsteinvik                                                | Während des Baus verkauft, 2008 in Alang abgewrackt   |
| Admiral Carrier   | 1973    | 498 BRT    | 1973–1974                    | Hatlo Verkstad, Ulsteinvik                                                | Während des Baus verkauft, 2008 in Alang abgewrackt   |
| Peter Wessel      | 1973    | 6.801 BRT  | 1973–1984                    | Ateliers & Chantiers du Havre, Le Havre                                   | [ 14 ]                                                |
| Duke of Yorkshire | 1974    | 2.793 BRT  | 1974–1975                    | Kristiansands Mekaniske Verksted, Kristiansand                            | verchartert                                           |
| Tor Anglia        | 1966    | 11.024 BRT | 1975                         | Flender-Werke, Lübeck                                                     | Charter                                               |
| Olau West         | 1964    | 3.061 BRT  | 1976                         | Schiffbau-Gesellschaft Unterweser AG, Bremerhaven                         | Charter                                               |
| Skandia           | 1973    | 8.528 BRT  | 1983                         | Schiffbau-Gesellschaft Unterweser AG, Bremerhaven                         | Charter                                               |
| Peter Wessel      | 1981    | 29.706 BRT | 1984–1997                    | Öresundsvarvet, Landskrona                                                | im Dienst als SNAV Toscana                            |
| Bolette           | 1974    | 5.286 BRZ  | 1988                         | Meyer Werft, Papenburg                                                    | Charter, 2015 als Boughaz in Aliaga verschrottet      |
| Norröna           | 1973    | 7.457 BRZ  | 1988                         | Nobiskrug, Rendsburg                                                      | Charter                                               |
| Thor Heyerdal     | 1974    | 10.002 BRT | 1992                         | Aalborg Værft, Aalborg                                                    | Charter, 2014 in Aliaga abgewrackt                    |
| Albayzin          | 1994    | 3.265 BRZ  | 1996                         | Empresa Nacional Bazan, Cádiz                                             | Charter                                               |